# Кастелделфино
Кастелделфино (итал. Casteldelfino) је насеље у Италији у округу Кунео, региону Пијемонт.
Према процени из 2011. у насељу је живело 92 становника. Насеље се налази на надморској висини од 1314 м.

## Становништво
| 1936. | 1951. | 1961. | 1971. | 1981. | 1991. | 2001. | 2011. |
| ----- | ----- | ----- | ----- | ----- | ----- | ----- | ----- |
| 832   | 792   | 650   | 548   | 416   | 296   | 227   | 179   |